# Saison 2023-2024 du Stade rochelais
Cette page présente la saison 2023-2024 du Stade rochelais en Top 14, en Champions Cup et au Supersevens.

## Effectif
L'ensemble de l'effectif pour la saison 2023/2024 du Stade rochelais.
| Poste            | Nom                          | Autre(s) poste(s)                   | Naissance          | Nationalité sportive | Sélections (points marqués) | Dernier club          | Arrivée au club (année) | Joueur issu des filières de formation (JIFF) |
| ---------------- | ---------------------------- | ----------------------------------- | ------------------ | -------------------- | --------------------------- | --------------------- | ----------------------- | -------------------------------------------- |
| Pilier gauche    | Alexandre Kaddouri           | -                                   | 12 décembre 2003   | France               | -                           | Formé au club         | 2013                    | ✔️                                           |
| Pilier gauche    | Thierry Paiva                | -                                   | 19 novembre 1995   | France               | -                           | Union Bordeaux Bègles | 2022                    | ✔️                                           |
| Pilier gauche    | Louis Penverne               | -                                   | 22 février 2003    | France               | -                           | Formé au club         | 2021                    | ✔️                                           |
| Pilier gauche    | Reda Wardi                   | -                                   | 2 août 1995        | France               | 14 (0)                      | AS Béziers            | 2019                    | ✔️                                           |
| Talonneur        | Pierre Bourgarit             | -                                   | 12 septembre 1997  | France               | 14 (5)                      | FC Auch               | 2017                    | ✔️                                           |
| Talonneur        | Sacha Idoumi                 | -                                   | 19 octobre 2002    | France               | -                           | Formé au club         | 2020                    | ✔️                                           |
| Talonneur        | Tolu Latu                    | -                                   | 23 février 1993    | Australie            | 22 (20)                     | Montpellier HR        | 2023                    | ❌                                           |
| Talonneur        | Billy Pollard                | -                                   | 9 décembre 2001    | Australie            | 1 (0)                       | Brumbies              | 2023                    | ❌                                           |
| Talonneur        | Quentin Lespiaucq            | -                                   | 16 février 1995    | France               | -                           | Section paloise       | 2022                    | ✔️                                           |
| Talonneur        | Nikolozi Sutidze             | -                                   | 1er septembre 2003 | Géorgie              | -                           | Formé au club         | 2021                    | ✔️                                           |
| Pilier droit     | Uini Atonio                  | Deuxième ligne                      | 26 mars 1990       | France               | 62 (10)                     | Counties Manukau      | 2011                    | ❌                                           |
| Pilier droit     | Georges-Henri Colombe Reazel | -                                   | 9 avril 1998       | France               | 4 (5)                       | Racing 92             | 2022                    | ✔️                                           |
| Pilier droit     | Archer Holz                  | -                                   | 1er mars 2000      | Australie            | -                           | Waratahs              | 2023                    | ❌                                           |
| Pilier droit     | Aleksandre Kuntelia          | -                                   | 26 juin 2002       | Géorgie              | 2 (5)                       | Formé au club         | 2021                    | ✔️                                           |
| Pilier droit     | Joel Sclavi                  | Pilier gauche                       | 25 juin 1994       | Argentine            | 18 (10)                     | Jaguares XV           | 2021                    | ❌                                           |
| Pilier droit     | Karl Sorin                   | -                                   | 2 mars 2003        | France               | -                           | Formé au club         | 2018                    | ✔️                                           |
| Deuxième ligne   | Ultan Dillane                | Troisième ligne                     | 9 novembre 1993    | Irlande              | 19 (5)                      | Connacht Rugby        | 2022                    | ❌                                           |
| Deuxième ligne   | Simon Huchet                 | -                                   | 7 avril 2004       | France               | -                           | Formé au club         | 2018                    | ✔️                                           |
| Deuxième ligne   | Thomas Lavault               | -                                   | 3 mai 1999         | France               | 2 (0)                       | Formé au club         | 2016                    | ✔️                                           |
| Deuxième ligne   | Rémi Picquette               | -                                   | 23 février 1995    | France               | -                           | RC Vannes             | 2014 puis 2021          | ✔️                                           |
| Deuxième ligne   | Thomas Ployet                | -                                   | 12 décembre 2001   | France               | -                           | Formé au club         | 2017                    | ✔️                                           |
| Deuxième ligne   | Will Skelton                 | -                                   | 3 mai 1992         | Australie            | 29 (10)                     | Saracens              | 2020                    | ❌                                           |
| Troisième ligne  | Grégory Alldritt             | -                                   | 23 mars 1997       | France               | 49 (20)                     | FC Auch               | 2016                    | ✔️                                           |
| Troisième ligne  | Levani Botia                 | Centre                              | 14 mars 1989       | Fidji                | 31 (35)                     | Namosi                | 2014                    | ❌                                           |
| Troisième ligne  | Paul Boudehent               | Centre                              | 21 novembre 1999   | France               | 11 (0)                      | Formé au club         | 2017                    | ✔️                                           |
| Troisième ligne  | Judicaël Cancoriet           | Deuxième ligne                      | 25 avril 1996      | France               | 5 (0)                       | ASM Clermont          | 2023                    | ✔️                                           |
| Troisième ligne  | Noé Della Schiava            | -                                   | 28 février 2002    | France               | -                           | Formé au club         | 2019                    | ✔️                                           |
| Troisième ligne  | Matthias Haddad              | -                                   | 10 mars 2001       | France               | -                           | Formé au club         | 2016                    | ✔️                                           |
| Troisième ligne  | Oscar Jégou                  | -                                   | 31 mai 2003        | France               | 1 (0)                       | Formé au club         | 2009                    | ✔️                                           |
| Troisième ligne  | Édouard Richer               | -                                   | 17 avril 2004      | France               | -                           | Formé au club         | 2020                    | ✔️                                           |
| Troisième ligne  | Yoan Tanga Mangene           | Centre                              | 29 novembre 1996   | France               | 3 (0)                       | Racing 92             | 2022                    | ✔️                                           |
| Demi de mêlée    | Thomas Berjon                | -                                   | 12 avril 1998      | France               | -                           | Formé au club         | 2010                    | ✔️                                           |
| Demi de mêlée    | Teddy Iribaren               | -                                   | 25 septembre 1990  | France               | 2 (0)                       | Racing 92             | 2023                    | ✔️                                           |
| Demi de mêlée    | Tawera Kerr-Barlow           | -                                   | 15 août 1990       | Nouvelle-Zélande     | 28 (10)                     | Chiefs                | 2017                    | ❌                                           |
| Demi de mêlée    | Lucas Zamora                 | -                                   | 29 novembre 2004   | France               | -                           | Formé au club         | 2018                    | ✔️                                           |
| Demi d'ouverture | Antoine Hastoy               | Arrière                             | 4 juin 1997        | France               | 7 (25)                      | Section paloise       | 2022                    | ✔️                                           |
| Demi d'ouverture | Hugo Reus                    | -                                   | 21 février 2004    | France               | -                           | Union Bordeaux Bègles | 2022                    | ✔️                                           |
| Demi d'ouverture | Ihaia West                   | Centre / Arrière                    | 16 janvier 1992    | Nouvelle-Zélande     | -                           | RC Toulon             | 2018 puis 2023          | ❌                                           |
| Centre           | Jonathan Danty               | -                                   | 7 octobre 1992     | France               | 29 (30)                     | Stade français        | 2021                    | ✔️                                           |
| Centre           | Simeli Daunivucu             | Ailier                              | 12 février 2005    | France               | -                           | Formé au club         | -                       | ✔️                                           |
| Centre           | Jules Favre                  | Ailier                              | 22 mars 1999       | France               | -                           | Formé au club         | 2017                    | ✔️                                           |
| Centre           | Romain Lamit                 | -                                   | 21 janvier 2003    | France               | -                           | Formé au club         | -                       | ✔️                                           |
| Centre           | Ike Mabope Anagu             | Ailier                              | 2 mars 2003        | Afrique du Sud       | -                           | St John’s College     | 2021                    | ❌                                           |
| Centre           | Raymond Rhule                | Ailier                              | 6 novembre 1992    | Afrique du Sud       | 7 (5)                       | FC Grenoble           | 2020                    | ❌                                           |
| Centre           | Ulupano Seuteni              | Demi d'ouverture / Ailier / Arrière | 9 décembre 1993    | Samoa                | 13 (21)                     | Union Bordeaux Bègles | 2022                    | ✔️                                           |
| Centre           | Akuila Joeli Tabualevu       | -                                   | 2 octobre 1994     | Fidji                | -                           | Valence Romans        | 2023                    | ✔️                                           |
| Ailier           | Nathan Bollengier            | -                                   | 18 janvier 2004    | France               | -                           | Formé au club         | 2009                    | ✔️                                           |
| Ailier           | Hoani Bosmorin               | -                                   | 27 décembre 2004   | France               | -                           | Formé au club         | 2010                    | ✔️                                           |
| Ailier           | Dillyn Leyds                 | Demi d'ouverture / Arrière          | 12 septembre 1992  | Afrique du Sud       | 10 (5)                      | Stormers              | 2020                    | ❌                                           |
| Ailier           | Jack Nowell                  | Centre / Arrière                    | 11 avril 1993      | Angleterre           | 42 (70)                     | Exeter Chiefs         | 2023                    | ❌                                           |
| Ailier           | Teddy Thomas                 | -                                   | 18 septembre 1993  | France               | 28 (75)                     | Racing 92             | 2022                    | ✔️                                           |
| Arrière          | Brice Dulin                  | -                                   | 13 avril 1990      | France               | 37 (48)                     | Racing 92             | 2020                    | ✔️                                           |
| Arrière          | Maxime Tetlow                | -                                   | 22 avril 2004      | France               | -                           | Formé au club         | 2010                    | ✔️                                           |

| Légende                                                                          |
| Joueurs espoirs intégrés au groupe professionnel pour l'intégralité de la saison |

### Joueurs arrivés en cours de saison
| Nom       | Poste     | Autre(s) poste(s) | Naissance       | Nationalité sportive | Sélections (points marqués) | Nature de l'arrivée | Dernier club   | Mois d'arrivée | Mois de départ |
| --------- | --------- | ----------------- | --------------- | -------------------- | --------------------------- | ------------------- | -------------- | -------------- | -------------- |
| Tolu Latu | Talonneur | -                 | 23 février 1993 | Australie            | 22 (20)                     | Prêt                | Montpellier HR | Décembre 2023  |                |

### Jokers Coupe du monde
| Nom                    | Poste        | Autre(s) poste(s) | Naissance       | Nationalité sportive | Sélections (points marqués) | Dernier club   |
| ---------------------- | ------------ | ----------------- | --------------- | -------------------- | --------------------------- | -------------- |
| Archer Holz            | Pilier droit | -                 | 1er mars 2000   | Australie            | -                           | Waratahs       |
| Billy Pollard          | Talonneur    | -                 | 9 décembre 2001 | Australie            | 1 (0)                       | Brumbies       |
| Akuila Joeli Tabualevu | Centre       | -                 | 2 octobre 1994  | Fidji                | -                           | Valence Romans |

## Staff sportif
Le staff sportif complet du Stade rochelais pour la saison 2023-2024 :

### Entraîneurs
| Nom               | Rôle                                                                              | Nationalité sportive | Ancien club entraîné | Ancien joueur du club | Année d'arrivée dans le staff          |
| ----------------- | --------------------------------------------------------------------------------- | -------------------- | -------------------- | --------------------- | -------------------------------------- |
| Ronan O'Gara      | Manager                                                                           | Irlande              | Crusaders            | ❌                    | 2019                                   |
| Sébastien Boboul  | Entraîneur de l'attaque                                                           | France               | -                    | ✔️                    | 2012 (espoirs) - 2020 (professionnels) |
| Romain Carmignani | Entraîneur des avants et de la défense                                            | France               | Limoges rugby        | ✔️                    | 2018 (espoirs) - 2020 (professionnels) |
| Donnacha Ryan     | Entraîneur des avants                                                             | Irlande              | -                    | ❌                    | 2021                                   |
| Gurthrö Steenkamp | Entraîneur de la mêlée et Intervenant spécifique, chargé des 1ères ligne          | Afrique du Sud       | Colomiers rugby      | ❌                    | 2021                                   |
| Rémi Tales        | Entraîneur des arrières                                                           | France               | Stade montois        | ✔️                    | 2023                                   |
| Sean Dougall      | Entraîneur et intervenant spécifique, chargé de l'attitude au contact             | Irlande              | -                    | ❌                    | 2023                                   |
| Kévin Gourdon     | Entraîneur et intervenant spécifique, chargé de l'analyse technique personnalisée | France               | -                    | ✔️                    | 2023                                   |

| - Ludovic Humetz (médecin et responsable médical) - Pierre Guérin (médecin échographie) - Franck Victor (médecin traumatologie) - Romain Pinsonneau (médecin généraliste) - Lylian Barthuel (kinésithérapeute) - Thierry Lévèque (kinésithérapeute) - Willy Bidaud (kinésithérapeute) - Dominique Merlande (ostéopathe) - Bastien Hilaire (spécialiste BFR/ISO) | - Philippe Gardent (responsable) - Adrien Vachon - Thibaud Hugueny - Luc Razafitsalama (data analyste) - Jean-Baptiste Paquet (accompagnement à la performance) |

| - Florent Agounine - Matthieu Leroy - Quentin Delor (assistant) | - Arnaud Dorier (team manager) - Frédéric Sarthou (intendant) - Patrick Guisembert (restauration) |

## Calendrier et résultats

### Top 14

#### Résumé
Les matches du Stade rochelais pour la saison de Top 14 2023-2024 :
| Date                   | Heure      | Domicile              | Score   | Extérieur             | Stade                  | Diffusion TV | Journée                | Classement |
| ---------------------- | ---------- | --------------------- | ------- | --------------------- | ---------------------- | ------------ | ---------------------- | ---------- |
| Phase aller du Top 14  |            |                       |         |                       |                        |              |                        |            |
| 20 août 2023           | 21:05 CEST | Montpellier HR        | 26 - 15 | Stade rochelais       | GGL Stadium            | Canal+       | 1re journée de Top 14  | 10e        |
| 26 août 2023           | 15:00 CEST | Stade rochelais       | 35 - 14 | LOU rugby             | Stade Raymond-Kopa     | Canal+       | 2e journée de Top 14   | 13e        |
| 2 septembre 2023       | 21:05 CEST | ASM Clermont          | 11 - 10 | Stade rochelais       | Stade Marcel-Michelin  | Canal+       | 3e journée de Top 14   | 9e         |
| 29 octobre 2023        | 18:10 CET  | Stade rochelais       | 24 - 27 | Castres olympique     | Stade Marcel-Deflandre | Canal+       | 4e journée de Top 14   | 11e        |
| 4 novembre 2023        | 15:00 CET  | Oyonnax rugby         | 19 - 17 | Stade rochelais       | Stade Charles-Mathon   | Canal+       | 5e journée de Top 14   | 12e        |
| 11 novembre 2023       | 21:05 CET  | Stade rochelais       | 18 - 15 | Aviron bayonnais      | Stade Marcel-Deflandre | Canal+       | 6e journée de Top 14   | 10e        |
| 19 novembre 2023       | 21:05 CET  | Stade rochelais       | 25 - 21 | Union Bordeaux Bègles | Stade Marcel-Deflandre | Canal+       | 7e journée de Top 14   | 8e         |
| 26 novembre 2023       | 21:05 CET  | Racing 92             | 32 - 10 | Stade rochelais       | Paris La Défense Arena | Canal+       | 8e journée de Top 14   | 11e        |
| 2 décembre 2023        | 17:00 CET  | Stade rochelais       | 35 - 6  | USA Perpignan         | Stade Marcel-Deflandre | Rugby+       | 9e journée de Top 14   | 9e         |
| 23 décembre 2023       | 18:00 CET  | Stade français Paris  | 18 - 13 | Stade rochelais       | Stade Jean-Bouin       | Canal+       | 10e journée de Top 14  | 9e         |
| 30 décembre 2023       | 21:05 CET  | Stade rochelais       | 29 - 8  | Stade toulousain      | Stade Marcel-Deflandre | Canal+       | 11e journée de Top 14  | 8e         |
| 6 janvier 2024         | 15:00 CET  | Section paloise       | 20 - 29 | Stade rochelais       | Stade du Hameau        | Canal+ Sport | 12e journée de Top 14  | 8e         |
| 27 janvier 2024        | 21:05 CET  | RC Toulon             | 25 - 23 | Stade rochelais       | Stade Mayol            | Canal+       | 13e journée de Top 14  | 8e         |
| Phase retour du Top 14 |            |                       |         |                       |                        |              |                        |            |
| 3 février 2024         | 17:00 CET  | Stade rochelais       | 18 - 10 | Montpellier HR        | Stade Marcel-Deflandre | Rugby+       | 14e journée de Top 14  | 8e         |
| 17 février 2024        | 15:00 CET  | LOU rugby             | 28 - 17 | Stade rochelais       | Matmut Stadium Gerland | Canal+ Sport | 15e journée de Top 14  | 9e         |
| 24 février 2024        | 17:00 CET  | USA Perpignan         | 27 - 15 | Stade rochelais       | Stade Aimé-Giral       | Canal+ Sport | 16e journée de Top 14  | 9e         |
| 3 mars 2024            | 21:05 CET  | Stade rochelais       | 42 - 3  | ASM Clermont          | Stade Marcel-Deflandre | Canal+       | 17e journée de Top 14  | 7e         |
| 9 mars 2024            | 15:00 CET  | Stade rochelais       | 23 - 3  | Stade français Paris  | Stade Marcel-Deflandre | Canal+       | 18e journée de Top 14  | 3e         |
| 23 mars 2024           | 21:05 CET  | Aviron bayonnais      | 13 - 12 | Stade rochelais       | Stade Jean-Dauger      | Canal+       | 19e journée de Top 14  | 6e         |
| 30 mars 2024           | 17:00 CET  | Stade rochelais       | 40 - 21 | Oyonnax rugby         | Stade Marcel-Deflandre | Rugby+       | 20e journée de Top 14  | 5e         |
| 20 avril 2024          | 15:00 CEST | Castres olympique     | 25 - 24 | Stade rochelais       | Stade Pierre-Fabre     | Canal+ Sport | 21e journée de Top 14  | 6e         |
| 28 avril 2024          | 21:05 CEST | Stade rochelais       | 27 - 17 | RC Toulon             | Stade Marcel-Deflandre | Canal+       | 22e journée de Top 14  | 5e         |
| 11 mai 2024            | 21:05 CEST | Union Bordeaux Bègles | 34 - 14 | Stade rochelais       | Stade Chaban-Delmas    | Canal+       | 23e journée de Top 14  | 6e         |
| 18 mai 2024            | 21:05 CEST | Stade rochelais       | 25 - 23 | Section paloise       | Stade Marcel-Deflandre | Canal+       | 24e journée de Top 14  | 5e         |
| 2 juin 2024            | 21:05 CEST | Stade toulousain      | 31 - 31 | Stade rochelais       | Stadium de Toulouse    | Canal+       | 25e journée de Top 14  | 5e         |
| 8 juin 2024            | 21:00 CEST | Stade rochelais       | 29 - 19 | Racing 92             | Stade Marcel-Deflandre | Canal+       | 26e journée de Top 14  | 5e         |
| Phase finale du Top 14 |            |                       |         |                       |                        |              |                        |            |
| 15 juin 2024           | 21:05 CEST | RC Toulon             | 29 - 34 | Stade rochelais       | Stade Mayol            | Canal+       | Barrages du Top 14     |            |
| 21 juin 2024           | 20:15 CEST | Stade toulousain      | 39 - 23 | Stade rochelais       | Matmut Atlantique      | Canal+       | Demi-finales du Top 14 |            |

Évolution du classement :
Pour des raisons techniques, il est temporairement impossible d'afficher le graphique qui aurait dû être présenté ici.

#### Classement Top 14
| Rang | Club                  | J  | V  | N | D  | Bo | Bd | Pm  | Pe  | Diff | Pts |
| ---- | --------------------- | -- | -- | - | -- | -- | -- | --- | --- | ---- | --- |
| 1    | Stade toulousain T C1 | 26 | 16 | 1 | 9  | 7  | 3  | 765 | 592 | +173 | 76  |
| 2    | Stade français Paris  | 26 | 17 | 1 | 8  | 4  | 1  | 539 | 511 | +28  | 75  |
| 3    | Union Bordeaux Bègles | 26 | 15 | 0 | 11 | 5  | 4  | 677 | 558 | +119 | 69  |
| 4    | RC Toulon             | 26 | 15 | 0 | 11 | 5  | 4  | 704 | 519 | +185 | 69  |
| 5    | Stade rochelais       | 26 | 13 | 1 | 12 | 5  | 7  | 595 | 496 | +99  | 66  |
| 6    | Racing 92             | 26 | 13 | 0 | 13 | 5  | 5  | 722 | 546 | +176 | 62  |
| 7    | Castres olympique     | 26 | 13 | 0 | 13 | 4  | 6  | 643 | 642 | +1   | 62  |
| 8    | ASM Clermont          | 26 | 12 | 2 | 12 | 6  | 3  | 621 | 671 | -50  | 61  |
| 9    | Section paloise       | 26 | 13 | 0 | 13 | 3  | 5  | 630 | 609 | +21  | 60  |
| 10   | USA Perpignan         | 26 | 13 | 0 | 13 | 5  | 1  | 634 | 701 | -67  | 58  |
| 11   | Lyon OU               | 26 | 12 | 0 | 14 | 5  | 2  | 630 | 754 | -124 | 55  |
| 12   | Aviron bayonnais      | 26 | 11 | 0 | 15 | 2  | 6  | 572 | 669 | -97  | 52  |
| 13   | Montpellier HR        | 26 | 9  | 0 | 17 | 0  | 4  | 542 | 655 | -113 | 40  |
| 14   | Oyonnax Rugby P       | 26 | 7  | 1 | 18 | 1  | 7  | 539 | 790 | -251 | 38  |

Phase finale
- 1er et 2e : demi-finales
- 3e à 6e : barrages

Relégation en Pro D2 2024-2025
- 13e : match d'accession
- 14e : relégation

Abréviations
- T : Tenant du titre
- P : Promu de Pro D2
- C1 : Vainqueur de la Champions Cup 2023-2024

#### Affluences
Pour des raisons techniques, il est temporairement impossible d'afficher le graphique qui aurait dû être présenté ici.

#### Statistiques

##### Meilleurs réalisateurs (Top 5)
| Rang | Joueur             | Poste            | Points | Essais | Transformations | Pénalités | Drops |
| ---- | ------------------ | ---------------- | ------ | ------ | --------------- | --------- | ----- |
| 1    | Antoine Hastoy     | Demi d'ouverture | 146    | 2      | 29              | 26        | 0     |
| 2    | Hugo Reus          | Demi d'ouverture | 103    | 0      | 26              | 17        | 0     |
| 3    | Dillyn Leyds       | Ailier           | 35     | 6      | 1               | 1         | 0     |
| 4    | Judicaël Cancoriet | Troisième ligne  | 30     | 6      | 0               | 0         | 0     |
| 5    | Thomas Berjon      | Demi de mêlée    | 25     | 5      | 0               | 0         | 0     |
| 5    | Jules Favre        | Centre           | 25     | 5      | 0               | 0         | 0     |

##### Meilleurs buteurs
| Rang | Joueur         | Poste            | Points | Transformations | Pénalités | Drops |
| ---- | -------------- | ---------------- | ------ | --------------- | --------- | ----- |
| 1    | Antoine Hastoy | Demi d'ouverture | 136    | 29              | 23        | 0     |
| 2    | Hugo Reus      | Demi d'ouverture | 103    | 26              | 17        | 0     |
| 3    | Teddy Iribaren | Demi de mêlée    | 14     | 1               | 4         | 0     |
| 4    | Ihaia West     | Demi d'ouverture | 9      | 3               | 1         | 0     |
| 5    | Dillyn Leyds   | Ailier           | 5      | 1               | 1         | 0     |

##### Meilleurs marqueurs
| Rang | Joueur                       | Poste            | Essais |
| ---- | ---------------------------- | ---------------- | ------ |
| 1    | Judicaël Cancoriet           | Troisième ligne  | 6      |
| 1    | Dillyn Leyds                 | Ailier           | 6      |
| 3    | Thomas Berjon                | Demi de mêlée    | 5      |
| 3    | Jules Favre                  | Centre           | 5      |
| 5    | Oscar Jégou                  | Troisième ligne  | 4      |
| 5    | Tolu Latu                    | Talonneur        | 4      |
| 7    | Levani Botia                 | Troisième ligne  | 3      |
| 7    | Pierre Bourgarit             | Talonneur        | 3      |
| 7    | Georges-Henri Colombe Reazel | Pilier droit     | 3      |
| 7    | Brice Dulin                  | Arrière          | 3      |
| 7    | Jack Nowell                  | Centre           | 3      |
| 7    | Ulupano Seuteni              | Centre           | 3      |
| 13   | Grégory Alldritt             | Troisième ligne  | 2      |
| 13   | Nathan Bollengier            | Ailier           | 2      |
| 13   | Antoine Hastoy               | Demi d'ouverture | 2      |
| 13   | Teddy Iribaren               | Demi de mêlée    | 2      |
| 13   | Quentin Lespiaucq            | Talonneur        | 2      |
| 13   | Yoan Tanga Mangene           | Troisième ligne  | 2      |
| 13   | Teddy Thomas                 | Ailier           | 2      |
| 20   | Uini Atonio                  | Pilier droit     | 1      |
| 20   | Simeli Daunivucu             | Centre           | 1      |
| 20   | Tawera Kerr-Barlow           | Demi de mêlée    | 1      |
| 20   | Billy Pollard                | Talonneur        | 1      |
| 20   | Joel Sclavi                  | Pilier droit     | 1      |
| 20   | William Skelton              | Deuxième ligne   | 1      |
| 20   | Reda Wardi                   | Pilier gauche    | 1      |

### Champions Cup
Lors de la saison 2023-2024 de la Champions Cup le Stade rochelais fait partie de la poule 4 et est opposé aux anglais de  Leicester Tigers et de  Sale Sharks, aux irlandais du  Leinster Rugby et pour la première fois aux sud-africains des  Stormers.

#### Résumé
Les matches du Stade rochelais de la Champions Cup 2023-2024 :
| Date                                        | Heure      | Domicile        | Score   | Extérieur        | Stade                     | Diffusion TV         | Journée                           | Classement |
| ------------------------------------------- | ---------- | --------------- | ------- | ---------------- | ------------------------- | -------------------- | --------------------------------- | ---------- |
| Phase de groupes de Champions Cup (poule 4) |            |                 |         |                  |                           |                      |                                   |            |
| 10 décembre 2023                            | 16:15 CET  | Stade rochelais | 9 - 16  | Leinster Rugby   | Stade Marcel-Deflandre    | France 2 beIN Sports | 1re journée de la Champions Cup   | 4e         |
| 16 décembre 2023                            | 15:00 CET  | Stormers        | 21 - 20 | Stade rochelais  | Cape Town Stadium         | beIN Sports          | 2e journée de la Champions Cup    | 5e         |
| 14 janvier 2024                             | 16:15 CET  | Stade rochelais | 45 - 12 | Leicester Tigers | Stade Marcel-Deflandre    | France 2 beIN Sports | 3e journée de la Champions Cup    | 4e         |
| 21 janvier 2024                             | 14:00 CET  | Sale Sharks     | 24 - 37 | Stade rochelais  | Salford Community Stadium | beIN Sports 2        | 4e journée de la Champions Cup    | 3e         |
| Phases finales de la Champions Cup          |            |                 |         |                  |                           |                      |                                   |            |
| 6 avril 2024                                | 16:00 CEST | Stormers        | 21 - 22 | Stade rochelais  | Cape Town Stadium         | France 2 beIN Sports | 8e de finale de la Champions Cup  |            |
| 13 avril 2024                               | 18:30 CEST | Leinster Rugby  | 40 - 13 | Stade rochelais  | Aviva Stadium             | beIN Sports          | 1/4 de finale de la Champions Cup |            |

#### Affluences
Pour des raisons techniques, il est temporairement impossible d'afficher le graphique qui aurait dû être présenté ici.

#### Statistiques

##### Meilleurs réalisateurs (Top 5)
| Rang | Joueur             | Poste            | Points | Essais | Transformations | Pénalités | Drops |
| ---- | ------------------ | ---------------- | ------ | ------ | --------------- | --------- | ----- |
| 1    | Antoine Hastoy     | Demi d'ouverture | 64     | 1      | 13              | 11        | 0     |
| 2    | Ulupano Seuteni    | Centre           | 15     | 3      | 0               | 0         | 0     |
| 3    | Tawera Kerr-Barlow | Demi de mêlée    | 10     | 2      | 0               | 0         | 0     |
| 3    | Louis Penverne     | Pilier gauche    | 10     | 2      | 0               | 0         | 0     |
| 3    | Joel Sclavi        | Pilier droit     | 10     | 2      | 0               | 0         | 0     |
| 3    | Teddy Thomas       | Ailier           | 10     | 2      | 0               | 0         | 0     |

##### Meilleurs buteurs
| Rang | Joueur         | Poste            | Points | Transformations | Pénalités | Drops |
| ---- | -------------- | ---------------- | ------ | --------------- | --------- | ----- |
| 1    | Antoine Hastoy | Demi d'ouverture | 59     | 13              | 11        | 0     |
| 2    | Hugo Reus      | Demi d'ouverture | 2      | 1               | 0         | 0     |

##### Meilleurs marqueurs
| Rang | Joueur             | Poste            | Essais |
| ---- | ------------------ | ---------------- | ------ |
| 1    | Ulupano Seuteni    | Centre           | 3      |
| 2    | Tawera Kerr-Barlow | Demi de mêlée    | 2      |
| 2    | Louis Penverne     | Pilier gauche    | 2      |
| 2    | Joel Sclavi        | Pilier Droit     | 2      |
| 2    | Teddy Thomas       | Ailier           | 2      |
| 5    | Grégory Alldritt   | Troisième ligne  | 1      |
| 5    | Pierre Bourgarit   | Talonneur        | 1      |
| 5    | Antoine Hastoy     | Demi d'ouverture | 1      |
| 5    | Dillyn Leyds       | Ailier           | 1      |
| 5    | William Skelton    | Deuxième ligne   | 1      |
| 5    | Yoan Tanga Mangene | Troisième ligne  | 1      |

### Supersevens
Pour la quatrième édition du Supersevens la compétition de rugby à 7 se déroule en quatre étapes. Trois étapes qualificatives en août dans trois villes différentes :
- Clermont-Ferrand le 15 septembre au Stade Marcel-Michelin
- Lyon le 22 septembre au Matmut Stadium Gerland
- Pau le 29 septembre au Stade du Hameau

Au cours de chacune des 3 étapes de classement, 28 matches de deux fois 7 minutes sont disputées.
Les vainqueurs d'étape et les meilleures équipes du classement général de cette tournée estivale se retrouvent forment un top 8 pour ensuite  se disputer le titre de champion de France lors de la grande finale organisée le 22 octobre 2023 à la Paris La Défense Arena. Les 14 équipes du Top 14 participent au tournoi ainsi que les Barbarians français et Monaco rugby sevens.
C'est le manager des espoirs, Sébastien Morel qui sera à la tête de l'équipe pendant le tournoi du Supersevens.
| Nom                    | Naissance        | Nationalité sportive | Statut        | Sélection pour l'étape | Sélection pour l'étape | Sélection pour l'étape | Sélection pour l'étape |
| Nom                    | Naissance        | Nationalité sportive | Statut        | Clermont-Ferrand       | Lyon                   | Pau                    |                        |
| ---------------------- | ---------------- | -------------------- | ------------- | ---------------------- | ---------------------- | ---------------------- | ---------------------- |
| Nathan Bollengier      | 18 janvier 2004  | France               | Espoir        | ✔️                     | ✔️                     | ❌                     |                        |
| Hoani Bosmorin         | 27 décembre 1996 | France               | Espoir        | ✔️                     | ✔️                     | ✔️                     |                        |
| Thomas Berjon          | 12 avril 1998    | France               | Professionnel | ❌                     | ❌                     | ✔️                     |                        |
| Mathis Brunet          | 31 juillet 2003  | France               | Espoir        | ✔️                     | ✔️                     | ✔️                     |                        |
| Timothée Castaignède   |                  | France               | Espoir        | ❌                     | ✔️                     | ✔️                     |                        |
| Pierre Depret          | 21 janvier 2004  | France               | Espoir        | ❌                     | ✔️                     | ✔️                     |                        |
| Romain Lamit           | 21 mars 2003     | France               | Espoir        | ✔️                     | ✔️                     | ✔️                     |                        |
| Ike Anagu              | 2 mars 2003      | Afrique du Sud       | Espoir        | ✔️                     | ✔️                     | ✔️                     |                        |
| John-Martin Stuart     |                  | Australie            |               | ✔️                     | ✔️                     | ✔️                     |                        |
| Édouard Richer         | 17 avril 2004    | France               | Espoir        | ✔️                     | ✔️                     | ✔️                     |                        |
| Vasco Rocard           | 7 février 2000   | France               | Espoir        | ✔️                     | ✔️                     | ✔️                     |                        |
| Tomasi Seru            | 9 juin 2004      | Fidji                | Espoir        | ✔️                     | ✔️                     | ✔️                     |                        |
| Akuila Joeli Tabualevu | 2 octobre 1994   | Fidji                | Professionnel | ✔️                     | ✔️                     | ✔️                     |                        |
| Maxime Tetlow          | 22 avril 2004    | France               | Espoir        | ✔️                     | ✔️                     | ✔️                     |                        |
| Maxime Thomas          |                  | France               | Espoir        | ✔️                     | ❌                     | ✔️                     |                        |
| Theo Williamson        |                  | Angleterre           | Espoir        | ✔️                     | ❌                     | ❌                     |                        |
| William Wright         | 3 mars 2004      | France               | Espoir        | ✔️                     | ✔️                     | ✔️                     |                        |
| Lucas Zamora           | 29 novembre 2004 | France               | Espoir        | ✔️                     | ✔️                     | ❌                     |                        |

#### Étape de Clermont-Ferrand
L'étape de Clermont-Ferrand se déroule le 15 septembre 2023 au Stade Marcel-Michelin :
| Équipe 1             | Score   | Équipe 2            | Catégorie                   |
| -------------------- | ------- | ------------------- | --------------------------- |
| Stade rochelais      | 12 - 5  | Aviron bayonnais    | 1/8 de finale               |
| Stade rochelais      | 19 - 22 | Monaco rugby sevens | 1/4 de finale               |
| Stade français Paris | 26 - 12 | Stade rochelais     | Match de classement (5e-8e) |

À l'issue de la première étape du tournoi, le Stade rochelais se classe à la 7e place du classement général.

#### Étape de Lyon
L'étape de Lyon se déroule le 22 septembre 2023 au Matmut Stadium Gerland :
| Équipe 1        | Score   | Équipe 2        | Catégorie                   |
| --------------- | ------- | --------------- | --------------------------- |
| Stade rochelais | 29 - 5  | RC Toulon       | 1/8 de finale               |
| Stade rochelais | 21 - 31 | Racing 92       | 1/4 de finale               |
| LOU rugby       | 33 - 12 | Stade rochelais | Match de classement (5e-8e) |

Le club termine cette manche en 7e position. À l'issue de la deuxième étape du tournoi, le Stade rochelais se classe à la 6e place du classement général.

#### Étape de Pau
L'étape de Pau se déroule le 29 septembre 2023 au Stade du Hameau :
| Équipe 1            | Score   | Équipe 2        | Catégorie                    |
| ------------------- | ------- | --------------- | ---------------------------- |
| Monaco rugby sevens | 26 - 5  | Stade rochelais | 1/8 de finale                |
| USA Perpignan       | 10 - 28 | Stade rochelais | Match de classement (9e-16e) |

Le club termine cette manche en 12e position. À l'issue de la troisième étape du tournoi, le Stade rochelais se classe à la 11e place du classement général. Le club n'est donc pas qualifié pour l'étape finale du Supersevens 2023 à Paris La Défense Arena (Nanterre) le 22 octobre 2023.

## Sélections internationales
| Joueur                       | Pays      | Poste            | Appelés pour les compétitions | Appelés pour les compétitions | Appelés pour les compétitions | Appelés pour les compétitions | Appelés pour les compétitions | Sélections (points) |
| Joueur                       | Pays      | Poste            | The Rugby Championship 2023   | Préparation Coupe du monde    | Coupe du monde 2023           | Tournoi des Six Nations 2024  | Tournée d'été 2024            | Sélections (points) |
| ---------------------------- | --------- | ---------------- | ----------------------------- | ----------------------------- | ----------------------------- | ----------------------------- | ----------------------------- | ------------------- |
| Joel Sclavi                  | Argentine | Pilier droit     | ❌                            | ✔️                            | ✔️                            |                               | ❌                            | 8 (10)              |
| William Skelton              | Australie | Deuxième ligne   | ✔️                            | ✔️                            | ✔️                            | ❌                            | 6 (0)                         |                     |
| Levani Botia                 | Fidji     | Centre           |                               | ✔️                            | ✔️                            | ❌                            | 7 (5)                         |                     |
| Grégory Alldritt             | France    | Troisième ligne  | ✔️                            | ✔️                            | ✔️                            | ❌                            | 10 (0)                        |                     |
| Uini Atonio                  | France    | Pilier droit     | ✔️                            | ✔️                            | ✔️                            | ❌                            | 12 (5)                        |                     |
| Paul Boudehent               | France    | Troisième ligne  | ✔️                            | ✔️                            | ✔️                            | ❌                            | 11 (0)                        |                     |
| Pierre Bourgarit             | France    | Talonneur        | ✔️                            | ✔️                            | ❌                            | ❌                            | 7 (0)                         |                     |
| Judicaël Cancoriet           | France    | Troisième ligne  | ❌                            | ❌                            | ❌                            | ✔️                            | 1 (0)                         |                     |
| Georges-Henri Colombe Reazel | France    | Pilier droit     | ❌                            | ❌                            | ✔️                            | ✔️                            | 4 (5)                         |                     |
| Jonathan Danty               | France    | Centre           | ✔️                            | ✔️                            | ✔️                            | ❌                            | 9 (15)                        |                     |
| Simeli Daunivucu             | France    | Centre           | ❌                            | ❌                            | ❌                            | ✔️                            | 0 (0)                         |                     |
| Brice Dulin                  | France    | Arrière          | ✔️                            | ✔️                            | ❌                            | ❌                            | 1 (0)                         |                     |
| Jules Favre                  | France    | Centre           | ❌                            | ❌                            | ❌                            | ✔️                            | 0 (0)                         |                     |
| Antoine Hastoy               | France    | Demi d'ouverture | ✔️                            | ✔️                            | ✔️                            | ✔️                            | 5 (25)                        |                     |
| Oscar Jégou                  | France    | Troisième ligne  | ❌                            | ❌                            | ❌                            | ✔️                            | 1 (0)                         |                     |
| Yoan Tanga Mangene           | France    | Troisième ligne  | ✔️                            | ❌                            | ❌                            | ❌                            | 1 (0)                         |                     |
| Reda Wardi                   | France    | Pilier gauche    | ✔️                            | ✔️                            | ✔️                            | ❌                            | 8 (0)                         |                     |
| Ulupano Seuteni              | Samoa     | Centre           | ✔️                            | ✔️                            |                               | ❌                            | 5 (5)                         |                     |

## Récompenses individuelles
- Brice Dulin : Joueur de la 18e journée du Top 14
- Grégory Alldritt : Troisième ligne centre de l'équipe type de la saison du Top 14
- Uini Atonio : Pilier droit de l'équipe type de la saison du Top 14